# Tarachia furcata
Tarachia furcata là một loài thực vật có mạch trong họ Aspleniaceae. Loài này được (Thunb.) C. Presl miêu tả khoa học đầu tiên năm 1851.